# Guy-Manuel de Homem-Christo
Guillaume Emmanuel Paul (Guy-Manuel) de Homem-Christo (Neuilly-sur-Seine, 8 februari 1974) is medeoprichter van het Franse electro-duo Daft Punk, samen met Thomas Bangalter. Het duo ontmoette elkaar op school in 1987. Ze kregen interesse in dancemuziek nadat ze samen naar een club waren geweest in 1992.
Hij is ook medeoprichter van de band Le Knight Club. De band is opgericht door De Homem-Christo en Éric (Rico) Chédeville. Ze zijn samen de oprichters van het muzieklabel Crydamoure.
De Homem-Christo produceerde het album Sexuality van Sébastien Tellier, dat in 2008 is uitgekomen.
- Bibsys: 1665604352847
- Bibliothèque nationale de France: cb15000631s (data)
- Gemeinsame Normdatei: 140670564
- International Standard Name Identifier: 0000 0003 5514 5197
- Library of Congress Control Number: no2009172898
- MusicBrainz: 83886397-adf2-431a-b841-dc4af744a6cc
- Nationale Bibliotheek van Tsjechië: xx0073177
- Système universitaire de documentation: 174097212
- Virtual International Authority File: 24875860
- WorldCat: E39PBJfCtbWH7TdpVPBxgmh8md